# دورة حيوية جيولوجية كيميائية

دورة النيتروجين

الدورة الحيوية الجيولوجية الكيميائية (الدورة البيوجيوكيميائية) في علوم الأرض عبارة عن مخطط يظهر الطريق والأسلوب الذي تدور فيه مادة كيميائية، سواء على شكل عنصر أو مركب كيميائي، وذلك في أغلفة الأرض الحيوي منها، وغير الحيوي مثل الغلاف الصخري والجوي والمائي. يقصد بالدورة مجموعة التغيرات التي تحدث على المادة الكيميائية التي تعود بها إلى نقطة البداية والتي يمكن أن تتكرر.
يشير مصطلح الدورة البيوجيوكيميائية إلى العوامل الحيوية والجيولوجية والكيميائية التي تؤثر على الشكل الذي يتم فيه تدوير المادة.

## أمثلة
من الأمثلة الهامة على الدورات الحيوية الجيولوجية الكيميائية كل من:
- دورة الكربون
- دورة النتروجين
- دورة الأكسجين
- دورة الفوسفور
- دورة الكبريت
- دورة الماء

- دورة الماء
- دورة الكربون
- دورة الأكسجين

## اقرأ أيضاً
- علوم الأرض
- علم البيئة
- بيئة طبيعية